# Galižana
Galižana (wł. Gallesano) – wieś w Chorwacji, w żupanii istryjskiej, w mieście Vodnjan. W 2011 roku liczyła 1501 mieszkańców.